# NGC 481
NGC 481 je galaksija u zviježđu Kit.

## Vanjske poveznice
- SEDS: NGC 481